# Dustin Schneider
Dustin Schneider (ur. 27 lutego 1985 w Brandon) – kanadyjski siatkarz, grający na pozycji rozgrywającego. W reprezentacji Kanady wystąpił w 99 meczach.

## Sukcesy klubowe
U Sports Championship:
- 2007
- 2008

Puchar Austrii:
- 2010

Puchar Portugalii:
- 2011

Mistrzostwo Portugalii:
- 2011

Puchar Polski:
- 2014

## Sukcesy reprezentacyjne
Puchar Panamerykański:
- 2009

Mistrzostwa Ameryki Północnej, Środkowej i Karaibów:
- 2015
- 2013
- 2011

Igrzyska Panamerykańskie:
- 2015

## Nagrody indywidualne
- 2011: Najlepszy rozgrywający Mistrzostw Ameryki Północnej, Środkowej i Karaibów